# José María Sobral
José María Sobral (Gualeguaychú, 14 de abril de 1880-Buenos Aires, 14 de abril de 1961) fue un explorador, militar y geólogo argentino.

## Biografía
José María Sobral ingresó en la Armada Argentina y realizó el primer viaje de la fragata Sarmiento. En 1902 viajó a la Antártida en la expedición científica de Otto Nordenskjöld, permaneciendo veinte meses entre los hielos.
A fines de 1901 se organizó en Suecia, con donaciones privadas, una expedición integrada por científicos navegantes, con la misión de explorar el desconocido continente antártico, invernando en él para realizar estudios y mediciones. Estaba dirigida por el sabio geólogo sueco Otto Nordenskjöld y la nave que la realizó fue el velero Antarctic, que comandaba Carl Anton Larsen.
A instancias del teniente Ballvé, Nordenskjöld invitó al gobierno argentino a integrar la expedición con un representante: la elección recayó en el alférez José María Sobral, de 21 años. A su regreso, el júbilo y delirio que despertó en la población argentina lo convirtieron en un personaje muy popular.
Solicitó su baja de la Armada en 1904 con el grado de alférez de navío (luego pasó a denominarse teniente de fragata). Al año siguiente, viajó a estudiar geología en Suecia, y allí obtuvo el doctorado en la Universidad de Upsala.
Se casó y tuvo nueve hijos, cuatro suecos y cinco argentinos.
Regresó a la Argentina en 1914 y fue designado director de Hidrología, hasta 1930. Intrigas y envidias lo desplazaron de su puesto, pero el presidente general Agustín P. Justo lo nombró embajador en Noruega. Sobral hablaba nueve idiomas y escribió artículos en Europa.
En 1930 también fue declarado por la Sociedad Hispánica de Nueva York el sabio geógrafo más grande del Hemisferio Sur.
En Suecia, los científicos de ese país llamaron "Sobral" al mineral piroxmangita descubierto allí en 1913.

### En lucha contra los hielos

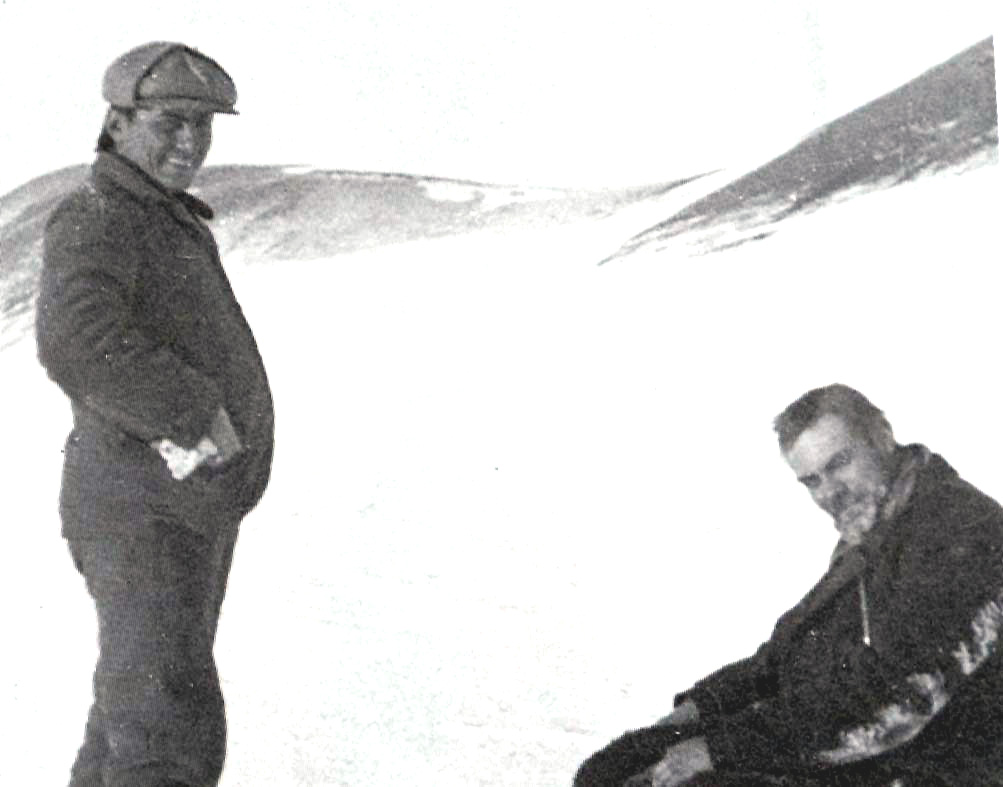
De pie José María Sobral con Otto Nordenskjöld (der.), isla Cerro Nevado, ca. 1904.

En 1903, procedente de Suecia, en donde habían embarcado nuevos tripulantes, el Antartic regresó a buscar a los expedicionarios de la isla Cerro Nevado (Snow Hill). Intentó llegar pero los hielos acumulados se lo impidieron. Desembarcaron tres suecos en bahía Esperanza, quienes trataron de llegar a pie a la estación científica. En el camino se encontraron con Nordenskjöld y con Yonhassen, quienes habían salido a tratar de encontrar al Antartic.

### Hundimiento delAntarctic
Mientras, buscando un camino, la nave quedó aprisionada por los hielos y se hundió en 24 horas. Caminando a las órdenes de Larsen, los náufragos consiguieron llegar a la isla Cerro Nevado y se aprestaron a pasar el nuevo invierno con Sobral y sus compañeros.
En Buenos Aires, ante el retraso en el regreso del Antarctic, y a instancias del perito Francisco Pascasio Moreno y del teniente Ballvé, comenzó a prepararse una nave con la intención de buscarlos, iniciativa que también se tomó en Francia, Suecia y Estados Unidos.
A mediados de 1903 se reparó y alistó la corbeta Uruguay, una nave que no estaba preparada para navegar en los hielos. El comandante designado fue el capitán de corbeta Julián Irizar.
El rescate se inició en agosto, y ganándole a los otros buques, encontró a todos los habitantes de Cerro Nevado a mediados de septiembre.
La corbeta ARA Uruguay rescató a todos y emprendió el regreso. Desde la provincia de Santa Cruz, luego de una fuerte tormenta que rompió dos palos de la nave, enviaron la noticia a Buenos Aires, en donde se preparó una recepción apoteósica.
La nave llegó al puerto el 8 de noviembre de 1903, recibida por 100.000 personas y un centenar de barcos que hacían sonar sus sirenas y bocinas en su honor. A partir del año siguiente, la Argentina adquirió una base en la Antártida (Base Orcadas), y ha ido renovando sus dotaciones y mantuvo siempre en alto su bandera en la Antártida, sabiendo al igual que el alférez Sobral, el primer argentino que la habitó, que su destino estaría unido a ese continente en el cual se había escrito la primera de muchas páginas de valor y humanidad.

### La expedición que volvió del frío
A fines del siglo XIX, dos congresos internacionales de geografía realizados en Londres (1895) y Berlín (1899) establecieron la conveniencia de emprender una gran expedición a la Antártida, pues ésta era (en líneas generales) la única región del planeta sobre la cual no había información importante. Como consecuencia, en la ciudad sueca de Gotemburgo, Nordenskjöld comenzó a organizar un viaje al cuadrante antártico americano. El área de estudio específica en la que este investigador desarrollaría sus trabajos era la región oriental de la península Antártica.
A diferencia de otras travesías polares de la época, como las de Robert Falcon Scott o la de Roald Amundsen, esta expedición no tenía en sus planes batir ningún récord ni sentar precedentes para un futuro reclamo de soberanía sobre tierras polares. Antes que un viaje de conquista, se trataba de una alianza internacional cuyo objetivo era realizar una extensa labor de exploración científica en el continente antártico.
La Argentina participaría con la instalación de un observatorio magnético y meteorológico en proximidades de la isla de los Estados. Por su parte, el Reino Unido y Alemania también integrarían el proyecto con sendos viajes de investigación a los cuadrantes pacífico e índico del continente antártico. Expediciones de Australia, Escocia, Bélgica y Francia completaban el ambicioso plan internacional en búsqueda de información científica en la zona.
Otto Nordenskjöld era un geólogo reconocido en Suecia y poseía un espíritu internacionalista poco afecto a las disputas de soberanía. Ejercía su actividad como profesor titular en la Universidad de Upsala, donde desarrollaba su labor de investigación. Su idea era viajar a la Antártida en un buque apto para cruzar el pasaje de Drake y navegar en las peligrosas aguas del mar de Weddell. Allí establecería lo que él llamaba una estación invernal: una pequeña cabaña de madera que funcionaría como base de operaciones para la realización de investigaciones científicas durante el invierno septentrional de 1902. Al llegar el verano, los expedicionarios abordarían nuevamente el buque y regresarían para procesar la información recolectada durante su estadía.
En cierto modo, puede decirse que la expedición de Nordenskjöld de 1901 a 1903 estableció la primera base científica antártica. En la actualidad esta cabaña es administrada y conservada por la República Argentina, que la denomina Refugio Suecia. La Argentina comenzó a efectuar registros meteorológicos constantes en la región recién en 1904. Para ello se utilizaron las instalaciones de una base escocesa en la isla Laurie, en el archipiélago de las Orcadas del Sur.

### Condicionamientos del entorno
Debido a su espíritu de cooperación internacional, Otto Nordenskjöld deseaba promover el desarrollo de la ciencia en la Argentina. Movido por ese sentimiento, este investigador había tenido conversaciones con el polifacético naturalista Francisco Pascasio Moreno. Como resultado de esas charlas, el científico sueco permitió que un argentino integrara su equipo. El elegido fue el joven alférez de fragata José María Sobral, quien se desempeñaría como observador meteorológico.
La base científica fue montada en la isla Cerro Nevado (63°24′S 56°59′O / -63.400, -56.983). Contaba con tres habitaciones pequeñas preparadas para albergar a dos personas cada una, una cocina, un ambiente central que funcionaba como comedor y gabinete de trabajo, y un altillo. A fin de resguardarla del frío, la cabaña estaba construida con varias capas de madera y cartón, y contaba con puerta doble para evitar el ingreso de nieve al entrar o salir. Tenía 6,5 metros de largo por 4 de ancho.
A pocos pasos de la casa principal se levantó una pequeña construcción para observaciones magnéticas, varias casillas para proteger los instrumentos meteorológicos y un observatorio astronómico cuyo techo quedó destruido durante un violento temporal pocos días después de haber sido armado.
Durante el invierno de 1902, el equipo realizó los trabajos tal como estaba previsto. Las tareas más tediosas eran las de observación meteorológica, que se efectuaban durante las 24 horas del día cada 60 minutos. Estos estudios estaban a cargo del profesor Gösta Bodman y de José María Sobral. En simultáneo se practicaban trabajos magnéticos, astronómicos, bacteriológicos y geológicos. Los trabajos se completaban con estudios de mareas, observaciones del estado del hielo, relevamientos cartográficos y otras tareas.
La frecuencia para la realización de observaciones había sido fijada en el programa internacional junto con la Argentina, Alemania y el Reino Unido. Sin embargo, Nordenskjöld estableció un acuerdo especial con el observatorio austral recién instalado por la Argentina, según el cual estas tomas de datos debían realizarse con más frecuencia que lo convenido originalmente. Tomar nota de lo que indicaban los instrumentos de medición se tornaba una tarea compleja, en especial durante el invierno.

### Un tipo difícil
«Papá tenía muchos enemigos. Él era un fabricante de enemigos y un —apenas— recolector de amigos», decía Alvar Sobral, hijo de José María, sabiendo que no era una persona fácil de tratar. Por si quedaran dudas, luego aclara: «El era de carácter fuerte, enérgico. Se rebelaba contra todo lo que no respondía a la verdad, a la lógica y a la ciencia. Y cuando no podía hacerse entender por las palabras, trataba de hacerlo por los hechos». En pocas palabras, era un tipo de pocas pulgas.
Hijo de una familia acomodada de Gualeguaychú, José María Sobral cumplía todas las condiciones para convertirse en un héroe naval. Había sido el protagonista de una fabulosa expedición antártica y se perfilaba como un militar con excelente futuro. Las autoridades de la marina estaban orgullosas de él: por fin tendrían un héroe polar. Sin embargo, los planes de Sobral para su propia vida eran otros. Su odisea antártica le había cambiado la vida y decidió ir a estudiar geología a Suecia, dado que en Argentina todavía no existía esa carrera. La respuesta de la Armada no fue la que Sobral esperaba: «Para qué quiere la Armada un geólogo», le contestaron.
Laurio Destéfani, militar de carrera e historiador naval, reflexiona al respecto: «Con el correr de los años he seguido pensando y me he dado cuenta de que en la vida de Sobral hubo momentos magníficos y momentos deplorables, no por él sino por las demás personas. Tal vez era un régimen un poco duro el de la Armada en ese momento. Las autoridades no supieron ver la situación y ni siquiera aceptaron mandarlo en disponibilidad (es decir, sin goce de sueldo), que era lo que Sobral pedía». Así, el joven marino se vio obligado a renunciar a su carrera militar. Realizó estudios en la Universidad de Upsala y se convirtió en el primer geólogo del país (en esa época el título era doctor en Ciencias Naturales).
Todos los proyectos que presentó Sobral para volver a la Antártida y continuar con sus investigaciones fueron rechazados.
Tuvieron que pasar cien años para que un Sobral pisara otra vez suelo polar (y no fue gracias al Estado argentino).
En febrero, con ayuda económica de una fundación noruega, Åke Sobral (hijo de José María) visitó la cabaña de Cerro Nevado, que es un museo gracias al trabajo de restauración del Instituto Antártico Argentino. El momento fue registrado por el equipo de Atrapados en el fin del mundo, documental argentino que rescata esta historia.

### Invernada forzosa
En el invierno, mientras Nordenskjöld y sus compañeros recolectaban datos en su zona de estudio, la tripulación del barco había estado cazando focas mientras los científicos de a bordo realizaban estudios en las Georgias del Sur y en Tierra del Fuego.
Al llegar la primavera, el plan indicaba que el Antarctic debía pasar a buscarlos por Cerro Nevado. Sin embargo, el buque nunca llegó a destino. Debido al mal tiempo y a la abundancia de hielo, la nave no pudo ingresar por lo que luego se denominaría estrecho Antarctic. Ante este inconveniente, el segundo jefe de la expedición, el profesor Johan Gunnar Andersson, decidió desembarcar con dos colegas y tratar de llegar a la base esquiando sobre el mar congelado. Entretanto, el barco intentaría navegar hasta la isla por una zona libre de hielos.
Poco después de abandonar el barco, Andersson y sus dos compañeros descubrieron que una amplia franja de mar abierto les cortaba el camino. Ante la imposibilidad de seguir avanzando decidieron volver al lugar de desembarco y esperar el regreso del Antarctic. Pero el buque fue nuevamente atrapado por los hielos y se hundió aun antes de llegar a la base de Nordenskjöld. La expedición quedaba así dividida en tres grupos sin comunicación entre sí: Nordenskjöld y sus colegas estaban en la casa de Cerro Nevado; el profesor Andersson y dos personas más buscaron refugio en lo que hoy se conoce como bahía Esperanza; y los náufragos del Antarctic lograron llegar hasta una pequeña isla volcánica en el mar de Weddell. Nordenskjöld contaba con muy pocos alimentos sobrantes tras un año de permanencia en el lugar. Los otros dos grupos prácticamente carecían de víveres. La lucha por la supervivencia se convirtió en la principal tarea. A pesar de esta grave situación, el grupo nunca abandonó las observaciones científicas.
Nueve meses después del naufragio, el equipo científico fue rescatado por un frágil barco argentino: la corbeta ARA Uruguay. El viaje cambió la vida de los expedicionarios. El enviado argentino José María Sobral decidió renunciar a una promisoria carrera militar y viajó a Suecia para iniciar estudios científicos superiores algunos años después.

## Aviso ARA Alférez Sobral

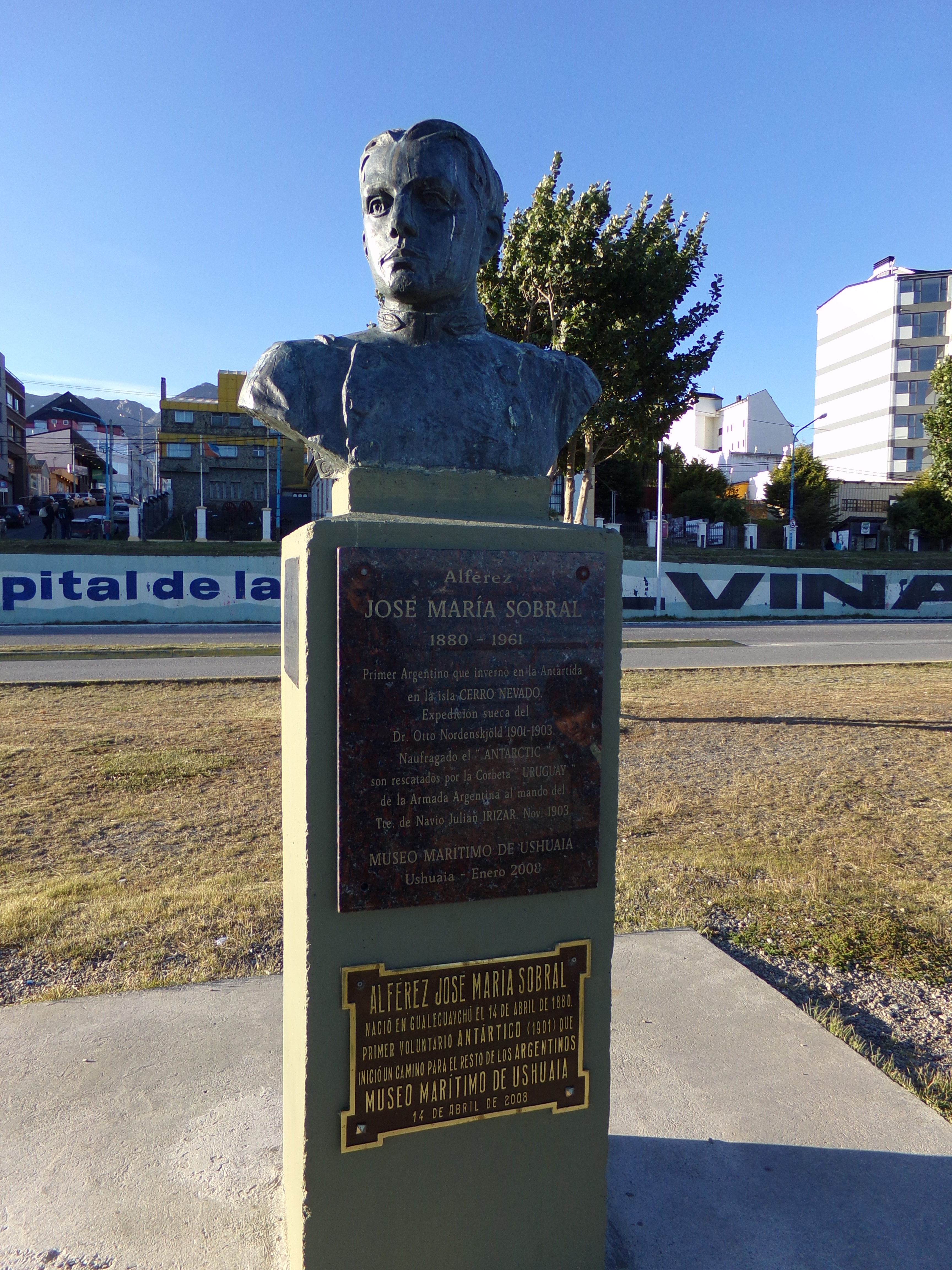
Monumento a Sobral en Ushuaia.

Años después de su muerte, se incorporó al servicio en la Armada Argentina un buque de origen estadounidense que había participado en la Segunda Guerra Mundial del tipo Aviso (remolcador de mar también) al que se lo denominó ARA Alférez Sobral (A-9) en honor al ilustre marino. Al desatarse el conflicto por las Islas Malvinas, el Aviso Sobral al mando del capitán Sergio Gómez Roca fue destacado en misión de rescate de dos tripulantes del avión Canberra B-110 abatido por los británicos el 1.º de mayo y se internó en la «zona de exclusión».
Continuó con su misión de salvamento una vez conocido el ataque al crucero General Belgrano el día 2, alertado sobre la presencia de un fuerte «grupo de tareas» británico a solo 100 millas de su posición. Gómez Roca era consciente del peligro que corría y mostró serenidad y determinación. Cuando recibió el primer ataque de un helicóptero (00.40 h del día 3), cuyos misiles destruyeron la lancha, la mayoría de sus armas y dejó al buque sin comunicaciones, mandó al personal de armas a reforzar los trozos de control en cubiertas bajas y se quedó en su puesto de mando con el personal indispensable. Sabía, por el estado de mar y el impacto recibido, que en cubiertas bajas estarían más protegidos y permaneció en el puente de mando, el lugar más expuesto, ya que el vuelo del misil tendría esa altura.
El segundo ataque, 40 minutos más tarde, destruyó el puente y causó la muerte del comandante y siete tripulantes.
El segundo comandante asumió el mando y, tras muchos esfuerzos, consiguió llevar el buque a Puerto Deseado, sofocando incendios, con un timón improvisado en la emergencia y guiándose por la dirección de las olas y la variación de la fuerza de la señal de una pequeña radio portátil. En aquellas circunstancias, la tripulación improvisó un mástil en la pluma del buque, ya que el palo había sido derribado en el ataque, sacó de su cofre e izó el pabellón de guerra. El destruido puente del «Aviso ARA Sobral» se encuentra en el Museo Naval de la Nación, en el Tigre. Una corbeta lleva el nombre de Gómez Roca y un Aviso el del Guardiamarina Olivieri, muertos en esa acción. El «Aviso ARA Sobral» continúa operando con un puente reformado.

## Obras del autor
- Sobral, José María. (2003). Dos años entre los hielos 1901-1903. Editorial EUDEBA.